# Nokia E7-00
Nokia E7-00, znana także jako Nokia E7 – biznesowy smartfon o układzie klawiatury QWERTY bądź QWERTZ należący do serii Nokia E. Telefon został zaprezentowany 14 września 2010 roku na konferencji Nokia World wraz z Nokią C6-01 i Nokią C7. Został wprowadzony do sprzedaży w lutym 2011 roku. Jest to drugi smartfon po Nokii N8 pracujący pod kontrolą mobilnego systemu operacyjnego Symbian ^3.
W porównaniu do Nokii N8, smartfon charakteryzuje się większym wyświetlaczem wykonanym w technologii AMOLED z ClearBlack i klawiaturą w układzie QWERTY, lecz nie ma slotu na karty pamięci ani w transmitera FM i wykorzystuje mniej zaawansowany układ optyczny aparatu. Podobnie jak Nokia N8, zawiera wyjście HDMI i ma wmontowaną niewymienialną baterię.
Wyposażony jest w podobny mechanizm otwierania klawiatury co Nokia N97 mini, lecz w tym przypadku wykorzystano te same materiały co w Nokia N8, czyli anodyzowane aluminium.
W porównaniu do Nokii N97 mini i E90, E7-00 posiada ekran pojemnościowy z 5-punktowym wielodotykiem wykonanym w technologii AMOLED z ClearBlack czego nie posiadają smartfony N8, N97 mini, i E90, jednakże E7-00 ma ekran o lekko niższej rozdzielczości niż E90.

## System operacyjny
- Symbian OS

### Platforma deweloperska
- Nokia Belle Refresh
- Symbian Anna od wersji oprogramowania 22.014.
- Nokia Belle od wersji oprogramowania 111.030.0609.

### Product ID
- 0x2002BF96 dla RM-626

## Wygląd

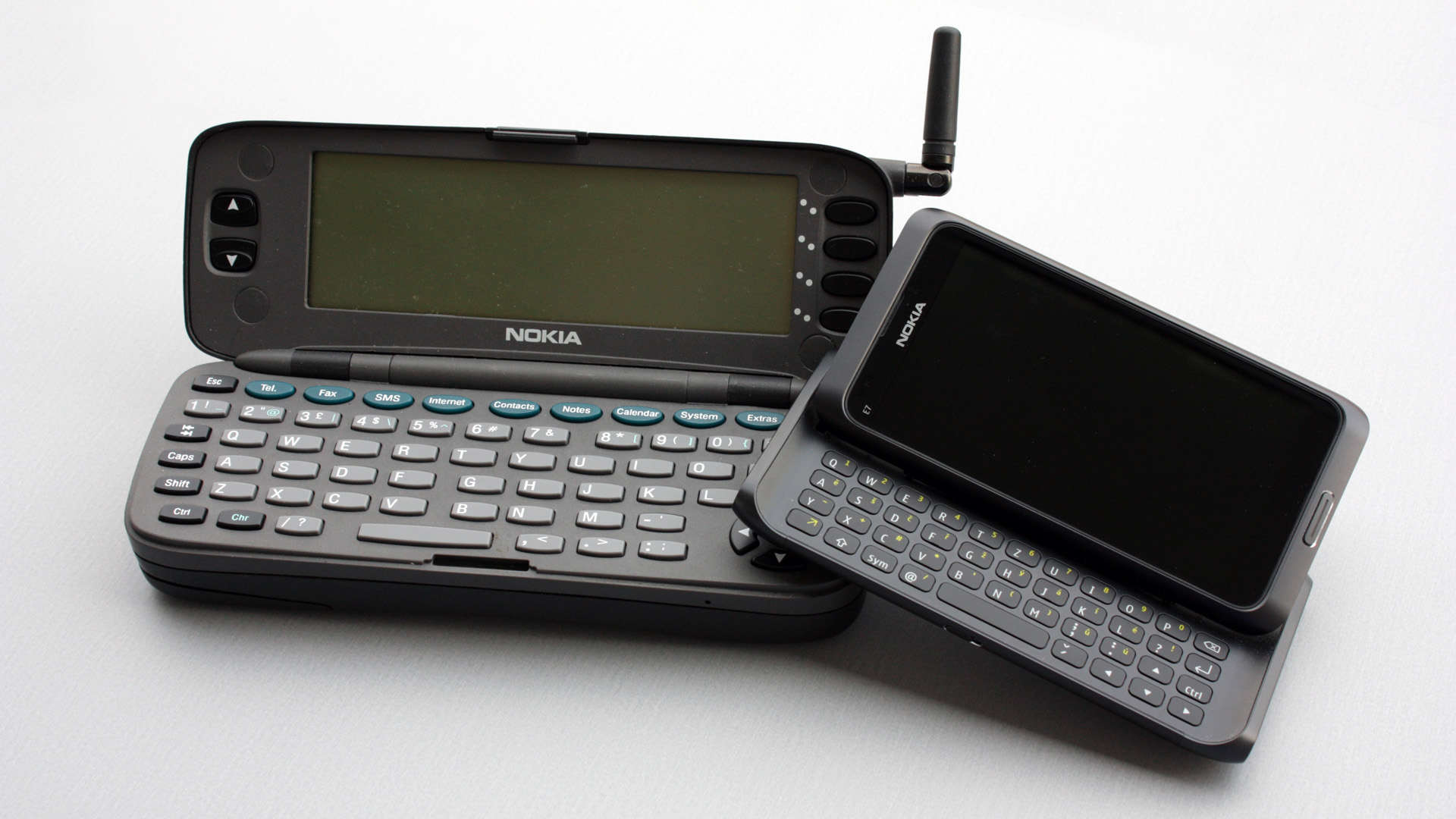
Nokia E7 obok pierwszego Communicatora, Nokia 9000 Communicator.

### Wymiary
- rozmiar: 123,7×62,4×13,6 mm
- waga (z baterią): 176 g
- objętość: 97,8 cm³

### Przyciski i metody wprowadzania
- Pełna klawiatura o układzie klawiszy QWERTY bądź QWERTZ
- Przyciski: home, przycisk zasilania, suwak blokady telefonu, spust aparatu, suwak regulacji głośności
- Pełna obsługa dotykiem dla wprowadzania tekstu i kontroli interfejsu użytkownika
- Ekranowa klawiatura alfanumeryczna i QWERTY/QWERTZ w układzie pionowym jak i poziomym
- Przystosowany do użytkowania z pojemnościowym stylusem
- Pełnoekranowe metody wpisywania ręcznego
- Pismo ręczne dla języka chińskiego

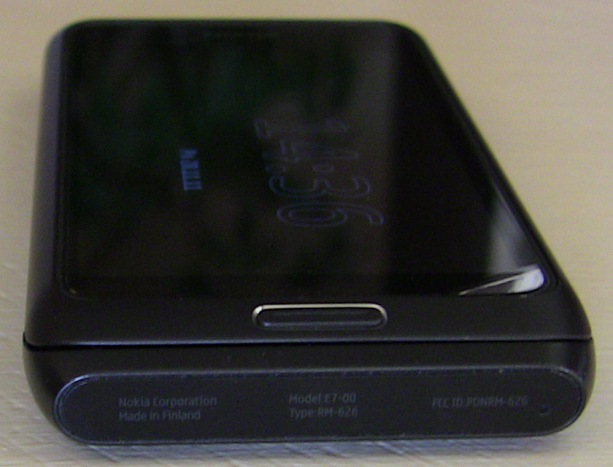
Dół obudowy

### Obudowa
- Rozsuwana poziomo
- Anodyzowane aluminium dostępne w kolorach: Dark grey, Silver white, Blue, Green i Orange
- Plastik w miejscu anten o kolorze dopasowanym do całej obudowy

### Ekran
- Rozmiar: 4" Yosomite rzeczywisty rozmiar to 3.94"
- Technologie: AMOLED, ClearBlack, Corning Gorilla Glass
- Rozdzielczość: 16:9 nHD (640×360 pixeli)
- Głębia kolorów: 24-bitowa
- 16 777 216 kolorów
- Liczba pikseli na cal: 184
- Kąt widzenia: 178°
- Kontrast statyczny: 10000:1
- Producent: Sharp

### Dotyk
- Pojemnościowy
- Atmel maXTouch
- Multitasking przy dziesięciu jednoczesnych dotknięciach
- Minimalny odstęp dla multitaskingu: 10 mm
- Rozdzielczość: 12 bitów
- Zaawansowana redukcja zakłóceń 80:1 dla precyzyjnej obsługi palcami
- Do 250 odczytów na sekundę
- Pobór prądu :
  - W czasie pracy: poniżej 1,8 mW
  - Tryb uśpienia 7,5 µW
- Grubość panelu w zależności od przeznaczenia:
  - Do 3 mm dla szklanego
  - 1,5 mm dla plastiku

## Podzespoły

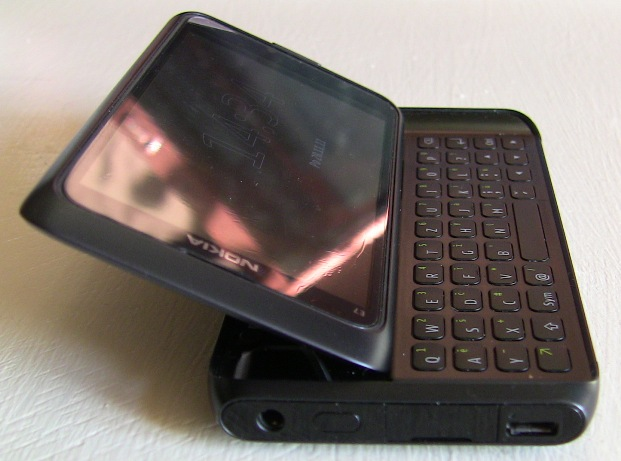
Góra telefonu z widocznymi złączami

### Zakresy częstotliwości

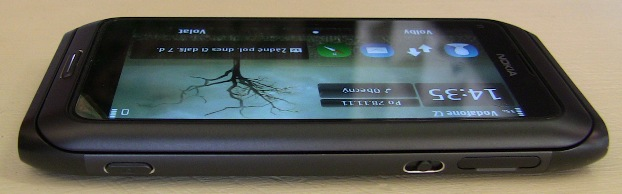
Bok smartfonu

- GSM 850
- GSM 900
- GSM 1800
- GSM 1900
- WCDMA Band I (2100)
- WCDMA Band II (1900)
- WCDMA Band IV (1700/2100)
- WCDMA Band V (850)
- WCDMA Band VIII (900)

### Transmisja danych bezprzewodowych
- Dual Transfer Mode
- GPRS Class B multislot 33
- EDGE Class B multislot 33
- EGPRS
- HSDPA Cat9 10,2 Mbps
- HSUPA Cat5 2,0 Mbps
- WCDMA
- WLAN IEEE 802.11 b/g/n
- Bluetooth 3.0

### Procesor główny
- Pojedynczy CPU
- Rodzina ARM 11
- OMAP 2420
- Taktowanie zegara 680 MHz

### Procesor graficzny
- Pojedynczy GPU
- Broadcom BCM2727
- Taktowanie zegara 200 MHz
- Obsługa grafiki 2D/3D OpenVG1.1 i OpenGL ES 2.0
- Pamięć dedykowana SDRAM: 32 MB
- Architektura 65 nm

### Dodatkowe funkcje
- 2 mikrofony
- Czujnik przyspieszenia
- Czujnik jasności oświetlenia
- Czujnik magnetyczny (kompas)
- Czujnik zbliżeniowy
- Wyjście Composite TV
- Wyjście HDMI z Dolby Digital Plus
- Dioda powiadomień
- Diody doświetlające (mogą być użyte jako latarka poprzez przytrzymanie suwaka blokady)
- HD Voice
- Tryb samolotowy
- FOTA Aktualizacje poprzez sieć bezprzewodową (Firmware over the Air)
- FOTI Aktualizacje poprzez Internet (Firmware over the Internet)
- Web TV
- Nokia Here
- Nokia Music
- Nokia Store
- Tematy

### Metody pozycjonowania
- GPSCost4.1
- GPS5350 (NL5350), Texas Instruments, ROM v. 4.1, rozmiar 25 mm², architektura 90 nm, wymaga 11 dodatkowych komponentów
- A-GPS
- CellID
- Pozycjonowanie WiFi
- Przyspieszenie sprzętowe modułu GPS jest ustanowione wyżej niż inne urządzenia z ^3

### Aparat fotograficzny (główny)

#### Zdjęcia
- Rozdzielczość: 3264×2448 px
- Sensor CMOS: 8,0 Mpx
- 16:9 – 8 Mpx, 4:3 – 6 Mpx
- Zoom cyfrowy: 2x
- przesłona: f/2,8
- EDOF
- Zakres ostrości: od 50 cm do nieskończoności
- Dual-LED Flash
- Format zdjęć: JPEG/Exif
- Detekcja twarzy
- Geotagging
- Redukcja efektu czerwonych oczu
- Samowyzwalacz
- Auto Ekspozycja
- Kompensacja ekspozycji
- Full Focus
- Full Screen Viewfinder
- Edytor obrazów nieruchomych
- Nokia City Lens

#### Wideo
- Rozdzielczość nagrania wideo: 1280×720 px
- Nagrywanie wideo 30 FPS
- Cyfrowy zoom wideo: 3x
- Format wideo: H.263, H.264/AVC, MPEG-4
- Stabilizacja wideo
- Doświetlanie wideo
- Streaming wideo
- Udostępnianie wideo
- Wideorozmowy
- Edytor wideo

### Aparat fotograficzny (drugi)
- Rozdzielczość: 640×480 px
- Sensor CMOS: VGA
- przesłona: f/2.8
- Format zdjęć: JPEG

- Rozdzielczość nagrania wideo: 176×144 px
- Nagrywanie wideo 15 FPS
- Format wideo: H.263
- Wideorozmowy

### Multimedia
- Obsługiwane formaty wideo: 3GPP formats (H.263), ASF, AVI, Flash Video, H.264/AVC, MKV, MPEG-4, RealVideo 10, Sorenson Spark, VC-1, VP6, WMV 9,
- Odtwarzanie wideo: 30 FPS
- Obsługiwane formaty grafiki: BMP, EXIF, GIF87a, GIF89a, JPEG, JPEG 2000, MBM, OTA, PNG, TIFF, WBMP, WMF
- Dolby Digital Plus Surround Sound 5.1 przez HDMI
- Dolby Headphone
- Stereo FM RDS Radio
- Bluetooth Stereo
- Audio Equalizer
- Nagrywanie audio
- Streaming audio
- Tryb głośnomówiący
- Wzmacniacz głośnikowy: LM48512
- Wzmacniacz słuchawkowy: TPA6140
- Loudness
- Poszerzenie Stereo
- Obsługiwane formaty audio: AAC, AMR-NB, AMR-WB, HE-AAC v1, HE-AAC v2, SP-MIDI, MIDI (poly 64), Mobile XMF, MP3, RealAudio 10,  True tones, WAV, WMA
- Kodeki mowy: EFR, GSM FR, GSM HR
- Wideo dzwonki

### Pamięć
- Pamięć użytkownika: 350 MB
- Pamięć wewnętrzna urządzenia: 16 GB
- Pamięć ROM: 1 GB
- Pamięć RAM: 256 MB
- Pamięć graficzna: 32 MB
- Skydrive: 7-25 GB
- Pamięć masowa Samsung
- Alokacja pamięci RAM dla aplikacji Java: nielimitowane
- Rozmiar plików JAR: nielimitowane

### Łączność lokalna
- HDMI mini C
- MicroUSB
- Nokia AudioVideo 3.5mm
- DLNA Certification
- Bluetooth 3.0
- UPnP
- Bluetooth Stereo Audio
- MTP (Multimedia Transfer Protocol)
- Nokia Adapter Cable for HDMI CA-156
- Nokia Adapter Cable for USB OTG CA-157 Connector
- Nokia Connectivity Cable CA-179
- USB 2.0 High-Speed
- USB Mass Storage
- USB On-The-Go 1.3
- WiFi

### Zasilanie
- Ładowanie poprzez USB
- Zielona dioda sygnalizująca stan baterii
- Bateria: BL-4D Li-Ion
- Napięcie natywne: 3,7 V
- Pojemność standardowej baterii: 1200 mAh
- Czas czuwania GSM: do 430 godzin
- Czas czuwania WCDMA: do 470 godzin
- Czas rozmowy GSM: do 9 godzin
- Czas rozmowy WCDMA: do 5 godzin
- Pobór prądu w czasie rozmowy: 780 mW
- Pobór prądu w stanie czuwania 11 mW

### ProfileBluetooth
- A2DP
- AVRCP 1.0
- BIP
- DUN
- FTP
- GAP
- GOEP
- HFP
- HSP
- OPP
- PBAP 1.0
- SAP
- SDP
- SPP 1.0

### WLAN
- 802.11b/g/n
- WEP
- WPA
- WPA2 (AES/TKIP)
- EAP-AKA
- EAP-SIM
- PEAP-MSCHAPv2

## Oprogramowanie

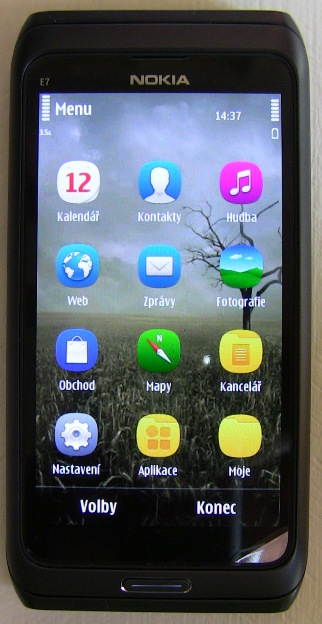
Menu Symbiana Anna w Nokii E7-00

### Udostępnianie
- Bluetooth
- Email
- Facebook
- MMS
- Twitter

### Wiadomości
- IM, MMS+SMIL, SMS
- Funkcje: OMA Multimedia Messaging Service v1.3
- Email: Lotus Notes Traveller, Mail for Exchange, Nokia Messaging 3.1, OMA E-mail Notification v1.0, Ovi Mail
- Protokoły Email: IMAP4, POP3, SMTP
- Formaty dokumentów: Excel, PowerPoint, PDF, Word, ZIP, RAR

### API
- Qt: 4.7.4
- Qt Mobility API: 1,2
- Qt Quick Components: 1,1
- Qt WebKit: 4.8.1
- Java Runtime: 2.3 dla Symbiana
- Technologie Java: JSR 139 Connected, Limited Device Configuration (CLDC) 1.1 JSR 118 MIDP 2.1 JSR 75 FileConnection and PIM API 1.0 JSR 82 Java™ APIs for Bluetooth 1.1 JSR 172 J2ME™ Web Services Specification 1.0 (RPC package) JSR 172 J2ME™ Web Services Specification 1.0 (XML Parser package) JSR 177 Security and Trust Services API for J2ME™ 1.0 (SATSA-APDU package) JSR 177 Security and Trust Services API for J2ME™ 1.0 (SATSA-CRYPTO package) JSR 177 Security and Trust Services API for J2ME™ 1.0 (SATSA-PKI package) JSR 184 Mobile 3D Graphics API for J2ME™ 1.1 JSR 205 Wireless Messaging API 2.0 JSR 226 Scalable 2D Vector Graphics API for J2ME™ 1.1 JSR 234 Advanced Multimedia Supplements 1.1 (audio3d) JSR 234 Advanced Multimedia Supplements 1.1 (music) JSR 256 Mobile Sensor API IAP Info API 1.0 eSWT UI API 1.0.3 JSR 135 Mobile Media API 1.2 JSR 179 Location API for J2ME™ 1.0.1 JSR 248 Mobile Service Architecture Subset 1.1 for CLDC 1.1 Nokia UI API 1.4
- OpenGL ES 2.0
- OpenVG 1.1
- API czujników: Accelerometer Double Tap, Accelerometer XYZ, Ambient Light, Magnetic North, Magnetometer XYZ, Orientation, Proximity Monitor, Rotation
- Certyfikaty: Symbian A, Symbian B, Symbian C, Symbian D, UTI Root

### Przeglądarka
- UAProfile Link: Profile
- Wersja: 7.4
- Przykłady nagłowków User Agent: Mozilla/5.0 (Symbian/3; Series60/5.3 Nokia E7-00/111.030.0609; Profile/MIDP-2.1 Configuration/CLDC-1.1) AppleWebKit/533.4 (KHTML, like Gecko) NokiaBrowser/7.4.2.6 Mobile Safari/533.4 3gpp-gba
- Szczegóły: CSS, HTML 4.1, HTML over TCP/IP, Javascript 1.8, OSS Browser, WAP 2.0, XHTML over TCP/IP, XML
- Technologia Flash: Flash Lite 4.0 + video
- Web Runtime 7.4

### WspółczynnikSAR(10g)
- SAR EU (głowa) 	0.56 W/kg
- SAR US (głowa) 	0.93 W/kg
- SAR US (ciało) 	1.23 W/kg

### Zarządzanie urządzeniemOMA
- OMA Client Provisioning v1.1
- OMA Device Management v1.1.2

### Synchronizacja
- ActiveSync
- OMA Data Synchronization v1.2
- SyncML

### Digital Rights Management
- OMA DRM Forward Lock
- OMA DRM v1.0
- OMA DRM v2.0
- Windows Media DRM 10

### Metody dostarczaniaDRM
- HTTP Download
- MMS
- OMA Download v1.0

### Personalizacja
- Do sześciu wirtualnych pulpitów, Menu, Widgety, Tematy, Skróty, Ikony, Profile
- Dzwonki: MP3, AAC, eAAC, eAAC+, WMA, AMR-NB, AMR-WB
- Tematy: Tapety, Wygaszacze, Tematy audio, Fabryczne tematy